# Armenische Sozialistische Sowjetrepublik
Die Armenische Sozialistische Sowjetrepublik (Abkürzung ArSSR; armenisch, offizielle Schreibweise in der Zeit des Bestehens ab 1936 Հայկական Սովետական Սոցիալիստական Հանրապետություն, Hajkakan Sowetakan Sozialistakan Hanrapetutjun, heutige Schreibweise Հայկական Խորհրդային Սոցիալիստական Հանրապետություն, Hajkakan Chorhrdajin Sozialistakan Hanrapetutjun; russisch Армянская Социалистическая Советская Республика, Armjanskaja Sozialistitscheskaja Sowjetskaja Respublika) war de facto vom 29. November 1920 und de jure vom 22. Dezember 1922 bis zur Unabhängigkeitserklärung am 30. August 1991 eine Unionsrepublik der Sowjetunion. Am 23. August 1991 wurde sie kurz vor ihrer Unabhängigkeit in Republik Armenien umbenannt.

## Vorgeschichte und Entstehung

Verwaltungskarte Transkaukasiens

Als Folge des Ersten Weltkrieges entstand eine Reihe unabhängiger Staaten in Gebieten, die vormals zum Deutschen Kaiserreich, zu Österreich-Ungarn, zum Osmanischen Reich und Russischen Reich gehört hatten. Allein an der Peripherie der am 17. November 1917 ausgerufenen Russischen Sozialistischen Sowjetrepublik entstanden als neue Staaten Finnland, Estland, Georgien, Armenien und Aserbaidschan; andere – wie Litauen, Polen, Belarus und die Ukraine – erklärten ihre Unabhängigkeit (da sie früher als souveräne Staaten existiert hatten).
Die am 28. Mai 1918 ausgerufene Demokratische Republik Armenien wurde von Daschnaken regiert (vergleichbar mit den Menschewiki in Russland). Sie sah sich mit einer Reihe von Problemen konfrontiert. Zum einen bedrohten Truppen der neuen türkischen Gegenregierung unter Mustafa Kemal, die von Westen auf die Hauptstadt Jerewan vorrückten, die junge Republik. Zum anderen bestanden Gebietsstreitigkeiten mit den Nachbarstaaten Georgien und Aserbaidschan. Hinzu kam ein Flüchtlingsproblem von hunderttausenden Menschen, die vor dem Völkermord an den Armeniern aus der Türkei flüchteten. Während der daraus folgenden Wirtschaftskrise und Hyperinflation putschten sich am 29. November 1920 armenische Bolschewiki in einem unblutigen Regierungsumsturz an die Macht und riefen die Armenische SSR aus.
Stalin, seit 1917 Volkskommissar für Nationalitätenfragen, schrieb nur einen Tag später, am 30. November 1920, in der Prawda unverblümt:

„Der Kaukasus ist für die Revolution entscheidend, denn er ist eine Quelle für Rohstoffe und Nahrungsmittel. Aber entscheidend ist er auch wegen seiner Lage zwischen Europa und Asien, Europa und der Türkei, denn hier laufen alle wirtschaftlichen und strategischen Verbindungen hindurch, die von beachtlicher Bedeutung sind. Wir müssen diese Region kontrollieren.“

Am 6. Dezember 1920 marschierte zur Unterstützung der neuen Regierung die 11. Armee der Roten Armee ein. Die anschließend auch von russischer Seite ausgerufene Armenische Sozialistische Sowjetrepublik stellte den ersten Schritt zur Sicherung der Kontrolle der RSFSR über Armenien dar. Die Armenische SSR war zu diesem Zeitpunkt ein formal unabhängiger Staat, der bilaterale Beziehungen mit der Russischen SFSR unterhielt.
Die Russische SFSR ihrerseits war international isoliert und musste im Polnisch-Sowjetischen Krieg eine weitere schwere Niederlage hinnehmen. Die „internationale Solidarität“ war erneut ausgeblieben; ausgerechnet Arbeiterbataillone hatten die polnische Niederlage verhindert. Sowjetrussland war mittelfristig auf sich allein gestellt. So gewannen der Staatsaufbau und die Beschaffung der dafür nötigen Mittel oberste Priorität. Die RSFSR war bemüht, die Belarussische Sozialistische Sowjetrepublik, die Ukrainische SSR, die „widerspenstige“ Demokratische Republik Georgien, die Armenische SSR und Aserbaidschan möglichst eng an sich zu binden. Instrumente dieser Politik waren neben der schon bestehenden Präsenz der Roten Armee auch die örtlichen kommunistischen Gruppierungen, die von den Bolschewiki nach Kräften unterstützt wurden.

„Lenin ist nun vollends davon überzeugt, dass er und die Kommunisten alle verfügbaren Kräfte in den Dienst des Sowjetstaates stellen müssen. Dabei geht es vor allem darum, diesem Staat den Lebensraum, die Bevölkerung und die Ressourcen zurückzugeben, die er durch die Revolution verloren hat. Jetzt ist es an der Zeit, wieder ein Groß-Russland aufzubauen und alle Unabhängigkeitsbestrebungen zu brechen. Hatten diese zuvor der Revolution gedient, so könnten sie 1921 den Bestand des Sowjetstaates gefährden.“

Die RSFSR schloss am 30. September 1921 mit der Armenischen SSR einen Bündnisvertrag ab, der die Souveränität der Armenischen SSR weiter einschränkte. Der zweite Schritt war vollendet. Am 12. März 1922 wurde die ArSSR ein Teil der neu gegründeten Transkaukasischen Sozialistischen Föderativen Sowjetrepublik, die außerdem die Georgische SSR und die Aserbaidschanische SSR umfasste. Die europäischen Staaten betrachteten die formale Unabhängigkeit jedoch nicht als real. Deshalb wurde zur ersten Generalversammlung des Völkerbundes in Genua am 1. November 1920 auch nur Sowjetrussland eingeladen.

„Die Ukraine fühlt sich übergangen und verlangt eine eigene Vertretung. Aber sie kämpft auf verlorenem Posten. In Moskau ist schon alles entschieden. Am 27. Januar verkündet Kalinin, der Präsident des Gesamtrussischen Zentralexekutivkomitees, Russland werde in Genua die Interessen der acht Sowjetrepubliken vertreten – eine Entscheidung des ZEK. Die Republiken können sich dem Beschluß nur noch beugen.“

Am 22. Dezember gründeten die Transkaukasische SFSR, die Russische SFSR, die Ukrainische SSR und die Belarussische Sozialistische Sowjetrepublik die UdSSR. Mit diesem dritten Schritt hatten die Bolschewiki ihre Macht formal legitimiert. In Moskau gefasste Beschlüsse konnten nunmehr direkt auf dem Verwaltungswege ausgeführt werden. Am 24. Juli 1923 wurde Armenien im Vertrag von Lausanne endgültig zwischen der Türkei und der UdSSR aufgeteilt.

Briefmarken auf Armenisch
50 Rubel, 1922
500 Rubel, 1922
1000 Rubel, 1922

## Die Entwicklung als Teil der UdSSR
Seit 1923 ist die weitere Entwicklung der Armenischen SSR in erster Linie im Zusammenhang mit der Entwicklung der gesamten Sowjetunion zu sehen. Lokale Aufstände der Armenier gegen die seit 1928 durchgeführte Zwangskollektivierung sowie die Schließung fast aller Kirchen wurden von der Roten Armee und der sich im Aufbau befindlichen Polizei blutig niedergeschlagen. Auch die Armenier profitierten von einer gewissen gesellschaftlichen Liberalisierung in der Sowjetunion. Frauen wurden rechtlich gleichgestellt, das verbesserte Gesundheitssystem und das neue Bildungssystem standen fast allen Bürgern offen. Andererseits kosteten die Stalinschen Säuberungen von 1934 bis 1938 auch vielen zehntausend Armeniern das Leben.

### Politisches System
Die Regierung war in der Armenischen SSR genauso strukturiert wie in den anderen Sowjetrepubliken. Das höchste Regierungsorgan der Republik war der Armenische Oberste Sowjet. Dazu gehörte auch der Oberste Gerichtshof. Mitglieder des Obersten Sowjet blieben für fünf Jahre im Amt, Regionalabgeordnete dagegen nur zweieinhalb Jahre. Im Amt war es obligatorisch, Mitglied in der Kommunistischen Partei der Sowjetunion zu sein. Versammlungen wurden im Gebäude des Obersten Sowjet in der Hauptstadt Jerewan abgehalten.
Andere Parteien als die Armenische Kommunistische Partei waren verboten. Anhänger alter armenischer Parteien (wie die sozialdemokratisch-nationalistische Armenische Revolutionäre Föderation und die Demokratisch-Liberale Partei) waren politischer Verfolgung ausgesetzt. Alte wie neue armenische Parteien mussten im Untergrund wirken.
Der föderative Aufbau der Sowjetunion bestand größtenteils nur in der Theorie. Faktisch wurde die Armenische SSR von der Kommunistischen Partei der Sowjetunion regiert, beziehungsweise wurde sie von der Russischen Sozialistischen Föderativen Sowjetrepublik dominiert. Dabei war die Regierung sowohl für Legislative, Verwaltung und Gerichtsbarkeit zuständig, als auch für wirtschaftliche Entwicklung (Planwirtschaft).
Außenpolitik
Die Außenpolitik der Sowjetunion oblag laut Verfassung Moskau. Im Rahmen der sowjetischen Außenpolitik verfolgte Jerewan aber auch eine „innere Außenpolitik“ gegenüber der armenischen Diaspora, der Schwerpunkt lag dabei auf den Ländern Libanon, Frankreich und den Vereinigten Staaten. In Jerewan wurde für Diaspora-Armenier die Zeitschrift „Heimat“ (armenisch Հայրենիք) verlegt, in der auch dezente Kritik an den sowjetischen Realitäten geübt werden durfte. Als Verbündete der Armenischen Kommunistischen Partei im Ausland trat dabei die 1887 gegründete Sozialdemokratische Hntschak-Partei auf (zur Zeit der Gründung bestand noch kein Bedeutungsunterschied zwischen den Wörtern „sozialistisch“ und „sozialdemokratisch“, siehe auch Sozialdemokratische Arbeiterpartei Russlands). Spannungen führten im Libanon und in New York zu teilweise gewaltsamen Auseinandersetzungen unter armenischen Aktivisten in den 1950er und 1960er Jahren. In den 1970er Jahren nahm der Einfluss von Jerewan immer weiter ab.

### Rechtliche und staatliche Symbole
Nach der sowjetischen Verfassung von 1936 war die Armenische Sozialistische Sowjetrepublik ein Staat in einer Föderation. Dementsprechend hatte sie eine eigene Flagge, ein eigenes Wappen und eine eigene Nationalhymne. Im Staatswappen der Armenischen SSR war der Berg Ararat zu sehen, der ein nationales Symbol der Armenier ist (und auch heute im Staatswappen der Republik Armenien abgebildet ist). Die kemalistische Türkei protestierte mit dem Hinweis, dass der Berg auf türkischem Territorium liege und deshalb nicht von Armenien oder der Sowjetunion vereinnahmt werden dürfe. Der sowjetische Außenminister Gromyko konterte später mit dem Hinweis, dass im Gegensatz dazu die Türkei den Mond bzw. eine Mondsichel (Halbmond) in der Flagge führe, obwohl weder der Mond noch ein Teil davon zur Türkei gehörten. (Das sowjetische Unionswappen zeigte eine Weltkugel unter Hammer und Sichel.) Die Hymne der Armenischen SSR wurde von Aram Chatschaturjan komponiert.
Im Vergleich zu den deutschen Bundesländern etwa hatte die Armenische SSR aber kaum reale Befugnisse. Kulturpolitik war zum Beispiel laut Verfassung Sache der Unionsrepubliken. Die Doktrin vom Sozialistischen Realismus beispielsweise, welche die künstlerische Freiheit in der gesamten Sowjetunion gleichermaßen erheblich einschränkte, wurde in Moskau beschlossen. Faktisch wurde die Sowjetunion von Anfang an wie ein Einheitsstaat regiert.

### Sowjetische Nationalitätenpolitik in Transkaukasien
Wie vor allem der Aufstand in der Georgischen SSR am 28. August 1924 zeigte, stand Transkaukasien noch nicht vollständig unter Kontrolle der RSFSR. Dies hing auch damit zusammen, dass selbst führende Bolschewiki aus der Ukraine und dem Kaukasus durchaus national gesinnt waren. Zur Stärkung der Vormacht der RSFSR innerhalb der UdSSR nutzte insbesondere Stalin die Gegensätze zwischen den Völkern des Kaukasus gegeneinander aus, die sich an die Zentralmacht wandten, um dort ihre Probleme vorzutragen. Innerhalb der Transkaukasischen SFSR wurden die Grenzen zwischen der Armenischen SSR und der Aserbaidschanischen SSR mehrmals geändert. Dies betraf die Gebiete Nachitschewan, Sangesur und Bergkarabach, die sowohl von Armeniern als auch von Aserbaidschanern bewohnt wurden. Nach mehreren Änderungen beschloss Moskau, Sangesur an die Armenische SSR, Nachitschewan als so genannte Autonome Sozialistische Sowjetrepublik und Bergkarabach mit dem Status eines Autonomen Gebiets der Aserbaidschanischen SSR anzugliedern. Die neuen Grenzen waren so gezogen, dass zwischen dem Autonomen Gebiet Bergkarabach und der Armenischen SSR keine Verbindung mehr bestand. Außerdem gehörten weitere mehrheitlich armenisch besiedelte Gebiete, wie der Bezirk Schahumjan (benannt nach dem armenisch-sowjetischen Politiker Stepan Schahumjan), gar nicht zum Autonomen Gebiet. Während die Armenier in der Folge Nachitschewan und die Aserbaidschaner Sangesur nach und nach mehr oder minder freiwillig verließen, schwelte der Konflikt um Bergkarabach weiter.
Mit den etablierten Grenzen waren weder die Georgier, Aserbaidschaner, noch die Armenier zufrieden. Insbesondere die Georgier, genauer gesagt die georgischen Kommunisten, erstrebten von ihrer Gründung an die Auflösung der Transkaukasischen SFSR. Am 5. Dezember 1936 wurde sie aufgelöst und die Armenische SSR wurde eine formal selbstständige Unionsrepublik im Verband der Union der Sozialistischen Sowjetrepubliken. Die Grenzen blieben bestehen. 1940 lebten in der Armenischen SSR knapp 1,5 Millionen Menschen, davon rund 85 Prozent Armenier, zehn Prozent Aserbaidschaner, gut zwei Prozent Russen, außerdem Kurden, Georgier und Griechen.

### Der Kampf gegen die Kirche
Die Armenische Apostolische Kirche war die vorherrschende Religion, zu ihr bekannten sich fast alle Armenier. Sie war zur Zeit der Sowjetisierung doppelt geschwächt. Erstens durch Enteignungen zwischen 1903 und 1905 im Zuge der Russifizierung im Russischen Kaiserreich und zweitens durch den Völkermord an den Armeniern im Osmanischen Reich 1914–1916. In den 1920er Jahren benutzten die Bolschewiki vor allem Enteignungen und überhöhte Steuerforderungen, um die Kirche in die Knie zu zwingen, die von finanzieller Unterstützung aus der Diaspora abhängig war. Die Armenische Apostolische Kirche reagierte zurückhaltend, um keine Vorwände für die Zerschlagung der Kirche zu geben und in der Hoffnung, dass die Repressionen nachlassen würden. In den 1930er Jahren ging die Sowjetmacht zur physischen Vernichtung über. Der Höhepunkt war die Ermordung des Katholikos Aller Armenier Choren I. in der Nacht vom 5. auf den 6. April 1938 (der Katholikos ist das Oberhaupt der Armenischen Apostolischen Kirche). Das Katholikosat von Etschmiadsin wurde am 4. August 1938 geschlossen.

„Von ehemals in (Russisch-) Ostarmenien amtierenden 1115 Geistlichen war zu diesem Zeitpunkt nur noch ein Dutzend im Amt. Von 850 Kirchengebäuden waren 1938 nur vier offen geblieben. […] Die kirchlich-administrativen Strukturen waren am Ende dieses Prozesses vollständig zerstört.“

Ihr Überleben hatte die Armenische Kirche vor allem zwei Faktoren zu verdanken. Erstens die Lockerung der Verfolgung während des Zweiten Weltkrieges und nach dem Tode Stalins (bereits in den 1950er Jahren wurden einige hingerichtete Geistliche rehabilitiert), zweitens die Gemeinden in der Diaspora, darunter die armenischen Patriarchate von Jerusalem und Antelias (bei Beirut), wo auch Geistliche ausgebildet werden konnten. Letztlich scheiterte der Versuch der Vernichtung des Christentums auch deshalb, weil Teile der armenischen Bevölkerung im Geheimen ihrer Kirche treu blieben. Allerdings ging die religiöse Ideologie in der Bevölkerung zurück – kaum jemand besaß eine Bibel, fast niemand besuchte Gottesdienste – und der Glauben war eher schlicht bis naiv.

### Repatriierung
Nach dem Zweiten Weltkrieg führte die Regierung eine Kampagne durch, um Armenier in der Diaspora zur Übersiedlung in die Armenische SSR zu bewegen. Daraufhin kehrten tausende nach Armenien zurück. Die meisten beherrschten neben dem Armenischen noch mindestens eine weitere Sprache, Immigranten aus dem Libanon sprachen beispielsweise oft fließend französisch und arabisch. Sie verfügten meist über eine gute oder ausgezeichnete Bildung und dementsprechend stellten sie einen weit überproportionalen Anteil der Universitätsprofessoren, besonders an linguistischen Fakultäten. Oft standen sie dem sowjetischen System kritisch gegenüber und waren patriotisch-konservativ oder nationalistisch eingestellt. (Unter den Heimkehrern war auch die Familie Lewon Ter-Petrosjans (* 1945), der 1989 die Armenische Nationale Bewegung gründen sollte und nach der Unabhängigkeit 1991 der erste Präsident des unabhängigen Armeniens wurde.) Sie standen daher unter besonderer Beobachtung des KGB. Die Rückkehrer nutzten teilweise auch ihre Sprachkenntnisse, um den Behörden die Kontrolle zu erschweren. So wurde das in der Sowjetunion verbotene Buch Archipel Gulag, nachdem es 1974 in Frankreich erschienen war, unter Dissidenten in der Sowjetunion per Samisdat weiterverbreitet. In der ArSSR kursierte es aber oft in der französischen Übersetzung und nicht im Original.

### Russifizierung
Es begann wie in der gesamten Sowjetunion eine Russifizierung. Im Falle Armeniens wurde sie vergleichsweise sanft, aber dennoch nachhaltig durchgeführt. Russisch war faktisch Amtssprache der ganzen Sowjetunion und in der Roten Armee wurde ausschließlich auf Russisch kommandiert. Weil die sowjetischen Wehrpflichtigen nicht in gesonderten nationalen Einheiten, sondern bunt gemischt organisiert waren, war Russisch die Sprache, in der sich die Angehörigen der vielen Völker der Sowjetunion verständigten. Es gab viele russische Schulen und viele technische Fächer wurden an den Universitäten fast nur auf Russisch unterrichtet, insbesondere neue technische Begriffe (z. B. Kolben, Kofferraum oder Fernseher) wurden aus dem Russischen übernommen. Außerdem wurden russische Alltagsbegriffe über Kinofilme, Fernsehen und Rundfunk verbreitet und fanden oft Eingang in die armenische Umgangssprache. Die Durchdringung mit russischen Wörtern ging sogar so weit, dass auch heute noch viele Armenier alltägliche Begriffe wie Küche, Wurst usw. auf Russisch benennen. Allgemein galt das Russische als besonders gehobene Form des Ausdrucks, ähnlich dem Französischen in Westeuropa.
Einen noch radikaleren Kampf gegen die Sowjetmacht führte die Ende der 1960er Jahre gegründete nationalistische Untergrundorganisation Armenische Einheitspartei (AEP), die unter anderem vom Ziel einer Abspaltung Armeniens von der Sowjetunion getragen war. Nachdem mehrere Angehörige der AEP Mitte der 1970er Jahre festgenommen worden waren, verübten drei Parteimitglieder, Stepan Satikjan, Akop Stepanjan und Sawen Bagdasarjan, im Januar 1977 einen Terroranschlag in der Perwomaiskaja-Station der Moskauer U-Bahn. Dabei wurden sieben Personen getötet und weitere 37 verletzt. Die verdächtigen Armenier wurden in einem Gerichtsprozess schuldig gesprochen und hingerichtet.
Bevölkerungszusammensetzung
Laut sowjetischer Volkszählung von 1979 setzte sich die Bevölkerung der Armenischen SSR im Wesentlichen aus folgenden Ethnien zusammen:
| Nationalität    | Bevölkerungsanzahl | Nationalitätenanteile |
| --------------- | ------------------ | --------------------- |
| Armenier        | 2.725.000          | 89,7 %                |
| Aserbaidschaner | 160.800            | 5,3 %                 |
| Russen          | 70.300             | 2,3 %                 |
| Kurden          | 50.800             | 1,7 %                 |
| Ukrainer        | 8.900              | 0,3 %                 |
| Assyrer         | 6.200              | 0,2 %                 |
| Griechen        | 5.700              | 0,2 %                 |
| Georgier        | 1.300              | 0,04 %                |
| Belarussen      | 1.200              | 0,04 %                |
| Juden           | 1.000              | 0,03 %                |
| Gesamte SSR     | 3.037.300          | 100,0 %               |

### Der Zweite Weltkrieg

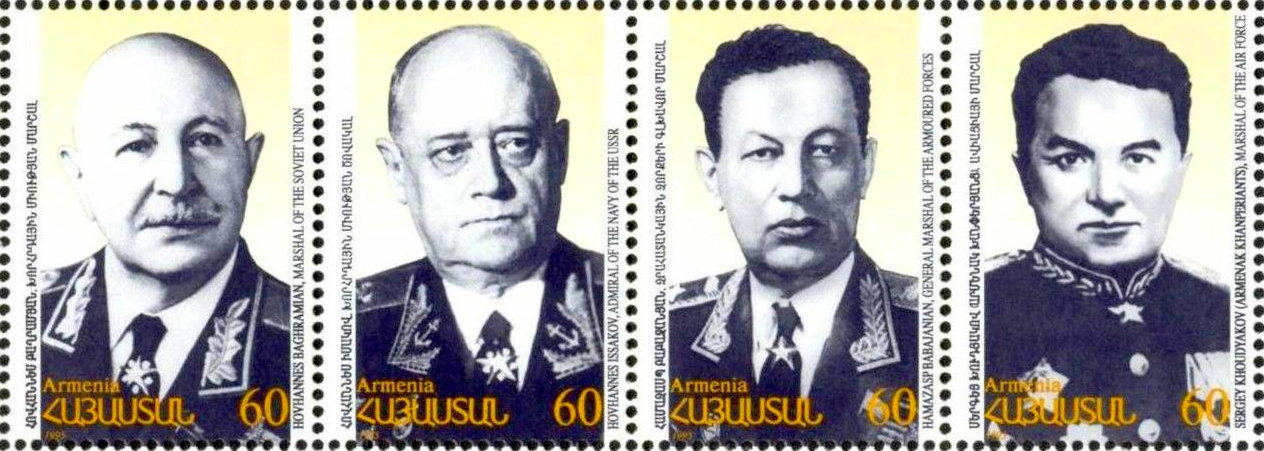
Marschälle der Sowjetunion armenischer Abstammung: Baghramjan, Issakow, Babadschanjan, Chudjakow

Am 22. Juni 1941 überfielen das Deutsche Reich und seine Verbündeten die UdSSR (Unternehmen Barbarossa). Zunächst war der Blitzkrieg ein Erfolg auf ganzer Linie, doch im Dezember scheiterte der Angriff auf Moskau endgültig. Als Reaktion stieß die deutsche Wehrmacht nach Süden vor, um mittelfristig einerseits selbst über kriegswichtige Rohstoffe zu verfügen und sie andererseits der sowjetischen Rüstungsindustrie zu entziehen. Das wichtigste Ziel waren dabei die Ölfelder vor Baku am Kaspischen Meer. So wurde auch der Kaukasus zum Kriegsgebiet. Mit dem Unternehmen Blau gelang es der Wehrmacht, große Teile des Nordkaukasus zu erobern. Auf dem Elbrus wehte am 21. August 1942 die Reichskriegsflagge. Doch schließlich wurde die Attacke zurückgeschlagen und nach dem sowjetischen Sieg in der Schlacht von Stalingrad war der Kaukasus endgültig nicht mehr bedroht. Das Gebiet der Armenischen SSR und ihre Industrie waren nicht direkt vom Krieg betroffen. Kriegswichtig war dabei neben der Schwerindustrie der Abbau und die Verhüttung von Molybdän im Süden (Molybdän ist wichtig für die Härtung von Panzerstahl).
Die rund 500.000 Wehrpflichtigen aus der ArSSR kämpften üblicherweise nicht in gesonderten Einheiten, sondern waren abgesehen von fünf Infanteriedivisionen voll in die Rote Armee integriert. Die Hälfte ließ dabei im Kampf ihr Leben. Aus der Armenischen SSR kamen vier Marschälle der Sowjetunion und 60 Generäle, darunter auch Howhannes Baghramjan. Auf der anderen Seite kämpften einige tausend Armenier, darunter auch gefangen genommene Rotarmisten, im „812. Armenischen Bataillon“ im Rahmen der Ostlegionen.

### Die 1960er Jahre
Am 24. April 1965 kam es in Jerewan zu einer Demonstration mit vielen tausend Teilnehmern anlässlich des fünfzigsten Jahrestages des Beginns des Völkermords an den Armeniern im Osmanischen Reich, dem bis zu 1,5 Millionen Armenier zum Opfer fielen. Es folgten weitere Demonstrationen, auf denen die Rückgabe von Territorien von der Türkei gefordert wurde, die nach dem Vertrag von Sèvres aus dem Jahre 1920 der damaligen Armenischen Republik hätten zukommen sollen. Außerdem wurde gegen die als Diskriminierung empfundene Behandlung der Armenier in dem Autonomen Gebiet Bergkarabach protestiert. Dies waren die ersten größeren Demonstrationen einer nationalen Bewegung in der Sowjetunion überhaupt. Es ist sicherlich auch eine Reaktion darauf gewesen, dass endlich der Bau einer Gedenkstätte in Angriff genommen wurde. Im November 1967, 52 Jahre nach dem Völkermord und 47 Jahre nach der Gründung der Armenischen SSR, eröffnete der damalige Premierminister der ArSSR, Anton Kotschinjan, die Gedenkstätte. Sie wird seitdem alljährlich am 24. April von vielen zehntausend Menschen besucht.

### Das Erdbeben 1988

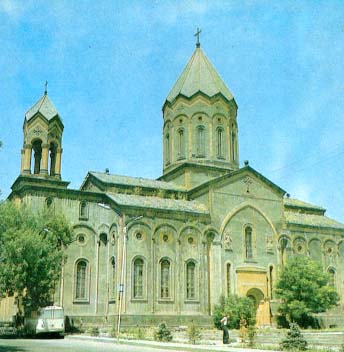
Die Erlöserkirche in Gjumri vor 1988

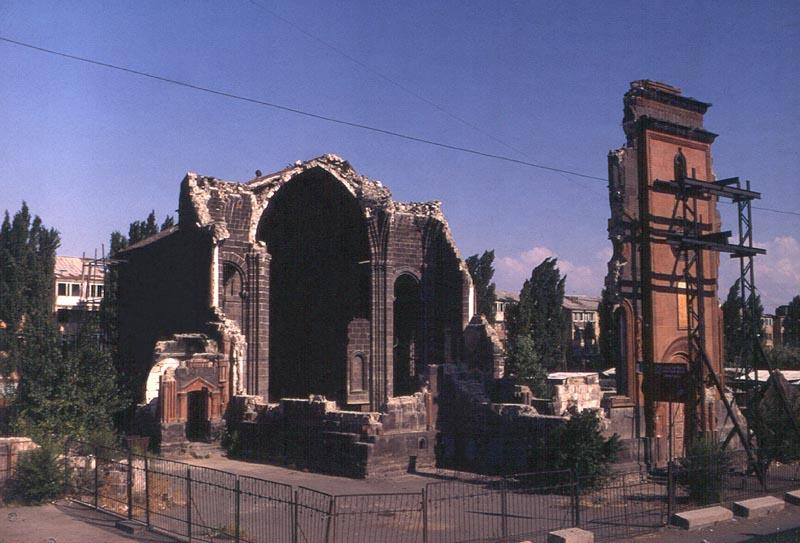
Die Trümmer der Erlöserkirche nach dem Erdbeben

Am 7. Dezember 1988 erschütterte um 11:41 Uhr Ortszeit ein schweres Erdbeben die Region Lori im Norden der Armenischen SSR, das den Wert 6,8 auf der Richterskala erreichte. Neben der Stadt Spitak, die nahezu vollständig zerstört wurde, wurden auch die Städte Leninakan (heute Gjumri) und Kirowakan (heute Wanadsor) sowie viele umliegende Dörfer schwer beschädigt. Viele Gebäude, insbesondere Schulen und Krankenhäuser, hielten dem Erdbeben nicht Stand. Aufgrund der winterlichen Temperaturen und der unvorbereiteten Behörden war die Bergung Überlebender erschwert. Insgesamt verloren etwa 25.000 Menschen ihr Leben. Manche Quellen sprechen von bis zu 50.000 Toten.
Michail Gorbatschow brach einen Besuch der USA vorzeitig ab und reiste persönlich in das Unglücksgebiet. Die Regierung ließ ausländische Helfer in das Land. Dies war der erste Fall, indem die Sowjetunion ausländische Hilfe in größerem Ausmaß annahm. Aus der ganzen Welt trafen Spenden und Hilfslieferungen ein, um den Opfern durch den Winter zu helfen und Häuser wiederaufzubauen. Spitak wurde vollkommen neu errichtet, an einer Stelle, die von der ursprünglichen Ortschaft etwas entfernt liegt. Die schwere Schädigung der Infrastruktur behindert aber nach wie vor die wirtschaftliche Entwicklung der Region Lori.

### Der Konflikt um Bergkarabach
Die Armenische SSR war seit Mitte der achtziger Jahre neben der Estnischen SSR, der Lettischen SSR und der Litauischen SSR ein Zentrum der separatistischen Bewegungen innerhalb der UdSSR, welche die Auflösung beschleunigten. Wie schon im Falle Finnlands, der baltischen Länder und Polens zu Beginn der zwanziger Jahre erstrebten viele Völker der UdSSR vor allem die nationale Befreiung. Diese Bestrebungen waren in der Sowjetunion jahrzehntelang mal mehr, mal weniger gewalttätig unterdrückt worden. Doch eben jene Repression hielt den Widerstandsgeist am Leben. Als die sowjetische Regierung unter Gorbatschow nicht mehr bereit war, Gewalt anzuwenden, erstanden die separatistischen Bewegungen wieder auf. Sie richteten sich nicht nur gegen Sowjetrussland, sondern auch gegen Nachbarvölker – ein Erbe der Politik „Teile und Herrsche“ Stalins. 1988 flammte auch der Konflikt um Bergkarabach, ein mehrheitlich armenisch besiedeltes autonomes Gebiet innerhalb der Aserbaidschanischen SSR, wieder auf. Es gab Schießereien mit mehreren hundert Toten und Massendemonstrationen in Armenien und Aserbaidschan. Am 28. und 29. Februar kam es in der Stadt Sumgait nördlich von der aserbaidschanischen Hauptstadt Baku zu anti-armenischen Pogromen, bei denen Dutzende Armenier ums Leben kamen. In der Folge kam es zu beiderseitigen Ausweisewellen der jeweiligen Minderheit.
Der polnische Reporter Ryszard Kapuściński bereiste 1989 die Armenische SSR und Bergkarabach und beschrieb die dort herrschenden Zustände. Die Situation, dass zwei sowjetische Unionsrepubliken gegeneinander Krieg führten, während die Führung in Moskau nichts dagegen unternahm, sah er als direktes Vorzeichen des Zusammenbruchs der Sowjetunion: „Das ist das Ende der Sowjets! Damals, im Herbst 1989, auf der Reise von Moskau nach Jerewan, zerfiel für mich das Imperium. Alles, was später geschah, war nur mehr so, wie wenn man weitere Trümmer auf eine vorher aufgetürmte Schutthalde wirft.“
Michail Gorbatschow, damals Generalsekretär der KPdSU, legte seine Sicht in einem Interview für die russische Zeitung Moskowski Komsomolez am 2. März 2006 dar. Demnach habe die Führung in Moskau vorgehabt, Karabach zu einer eigenständigen SSR zu erheben. Als am 1. Dezember 1989 der Oberste Sowjet der Armenischen SSR mit Zustimmung von Bergkarabach dessen Angliederung beschloss, sei Gorbatschow nicht bereit gewesen, Truppen nach Armenien zu entsenden. Seine Äußerungen belegen nicht nur den Unwillen, die aus dem Konflikt resultierenden Unruhen gewaltsam zu lösen, sondern auch die Unfähigkeit auf Grund der schon zu weit fortgeschrittenen Zersetzung des sowjetischen Machtapparates. Dazu trug bei, dass die örtlichen kommunistischen Funktionäre – teilweise aus Überzeugung, teilweise aus Angst um ihre Pfründen – sich den Unruhen nicht entgegenstellten oder sogar aktiv administrative Ressourcen den Aufständischen zur Verfügung stellten. Gorbatschow sprach in diesem Zusammenhang davon, dass die aserbaidschanische Führung gezwungen werden sollte, die Bergkarabach zustehenden Finanzmittel dorthin weiterzuleiten.

## Geografie
Für das Territorium von 1936 bis 1991 siehe Geografie Armeniens, ansonsten Geographie Aserbaidschans, Bergkarabach und Nachitschewan.

## Wirtschaft und Umwelt
Im Zuge der Industrialisierung der UdSSR im Rahmen der sowjetischen Planwirtschaft entwickelte sich die Armenische SSR von einem landwirtschaftlich geprägten Randgebiet der Sowjetunion zu einem wichtigen Standort des sowjetischen Maschinenbaus, der chemischen Industrie, der Textilindustrie und der Informatik. Viele elektronische Bauteile und auch Roboter für die sowjetische Raumfahrt und Rüstungsindustrie wurden hier entwickelt. Kupfer, Molybdän, Gold und verschiedene Halbmetalle wurden abgebaut. Es wurde eine Vielzahl von Wasserkraftwerken und das Kernkraftwerk Mezamor errichtet, dennoch war die Wirtschaft der ArSSR stark von Energielieferungen abhängig, weil sie kaum über eigene fossilen Energieträger verfügt.
Auch der Tourismus stellte einen wichtigen Wirtschaftszweig dar. In der Sowjetunion war die Armenische SSR von Frühling bis Herbst wegen des warmen Klimas und im Winter wegen der Skipisten im Hochgebirge ein beliebtes Reiseziel. Zwei unionsweit bekannte Urlaubsorte waren das für seine heißen Quellen berühmte Dschermuk und Zachkadsor, wo sich das größte Skigebiet Armeniens befindet.
Baumwolle, Seide, Früchte, Tabak und Weine wurden in andere Teile der Sowjetunion exportiert. Auch international ein Exportschlager war armenischer Weinbrand, früher auch als „Armenischer Cognac“ bekannt.1 Im Ararattal wird seit dem 19. Jahrhundert Wein angebaut, aus dem Weinbrand hergestellt wird, der wegen seiner ungewöhnlichen Milde geschätzt wird (siehe auch Yerevan Brandy Company). Nur rund 20 % der Warenproduktion kam aus der Landwirtschaft und nur jeder zehnte Arbeitsplatz war dort angesiedelt, obwohl durch extensive Bewässerungsmaßnahmen die der Anteil der Anbaufläche von 60.000 Hektar im Jahre 1939 auf 200.000 Hektar im Jahre 1943 gesteigert werden konnte.
Am 7. März 1981 wurde nach neun Jahren Bauzeit die Metro Jerewan eröffnet.
Die schnelle Industrialisierung und enorme Ausweitung der landwirtschaftlichen Nutzfläche wurde jedoch mit großen Umweltschäden erkauft. Durch Monokulturen, Überdüngung und Entwaldung (nur noch 15 % statt 20 % der Fläche waren von Wald bedeckt) sank die Bodenqualität. Der Sewansee, rund eineinhalb mal so groß wie der Bodensee, ist das einzige große Wasserreservoir im Südkaukasus. Er wurde für groß angelegte Bewässerungsprogramme ausgebeutet und sein Pegel sank bedrohlich. (Verantwortlich dafür war übrigens derselbe Ingenieur, der für die Verlandung des Aralsees verantwortlich war.) In den achtziger Jahren drohte der See ganz aus dem ökologischen Gleichgewicht zu geraten. Erst in den letzten Jahren konnte der Wasserspiegel mithilfe von Wasserzufuhr aus Flüssen anderen Gegenden wieder leicht angehoben werden.
Die Wirtschaft war wie in der gesamten Sowjetunion „schwerlastig“, das heißt, der Anteil der Schwerindustrie war sehr hoch und die der Leichtindustrie im internationalen Vergleich gering. Viele der nötigen Rohstoffe waren in der ArSSR selbst nicht vorhanden und wurden aus anderen Republiken importiert. Während der Perestroika begann ein zwar ein Strukturwandel, der aber viel zu spät und viel zu zögerlich angegangen wurde. Hier liegen wichtige Ursachen für die schwere Wirtschaftskrise in den ersten Jahren nach der Unabhängigkeit.
1 In den ehemaligen sozialistischen Ländern war der Begriff „Cognac“ nicht als Herkunftsbegriff geschützt, sondern bezog sich auf das Herstellungsverfahren.

## Bildung, Kultur und Sport
Das sowjetische Bildungssystem stand allen Schichten offen. Die Alphabetisierungsquote erreichte nahezu 100 Prozent. Die Staatliche Universität Jerewan gehörte zu den führenden Universitäten der Sowjetunion. Im Rahmen des sowjetischen Schulsystems wurden viele Russische Schulen eingerichtet. In diesen Schulen erfolgte der gesamte Unterricht auf Russisch, nur die Literatur der jeweiligen Muttersprache wurde in dieser unterrichtet. Die Armenier durften aber ihre eigene armenische Schrift weiterhin verwenden. Neben den Armeniern hatten in der Sowjetunion nur noch die Georgier ihre eigene Schrift (siehe georgisches Alphabet), alle anderen verwendeten seit 1937/38 die kyrillische Schrift bzw. mussten sie verwenden. Die lateinische Schrift, die seit den 1920er Jahren viele Minderheiten zu verwenden hatten, wurde ab 1937/38 (durchgeführt manchmal erst 1939/40) vollständig durch die kyrillische Schrift ersetzt und erst nach dem Zweiten Weltkrieg im Baltikum belassen. Das sowjetische Bildungssystem beinhaltete auch Musikschulen, Kunstschulen, Tanzschulen, Sportangebote etc., die Kindern kostenlos oder nahezu kostenlos zur Verfügung standen. Allerdings wurde über diese auch auf die Kunst Einfluss genommen, die Freiheit der Künstler war eingeschränkt.
Der größte Maler war Martiros Sarjan, der vor allem impressionistische Werke schuf. Die bekanntesten Schauspieler waren Frunsik „Mher“ Mkrtschjan (1930–1993) und Armen Dschigarchanjan (1935–2020).
Der Eiserne Vorhang war für die Armenier ein besonderes Problem. Nur rund die Hälfte von ihnen lebte in der Sowjetunion, die andere Hälfte lebte nach dem Völkermord an den Armeniern über die ganze Welt verstreut, insbesondere in Frankreich, dem Libanon und dem Iran. Die Abschottung der Sowjetunion erschwerte den Kontakt mit anderen Armeniern und behinderte so auch die kulturelle Entwicklung.

### Musik
Die armenische Volksmusik konnte ungestört gepflegt werden. Doch insbesondere die armenische Kunstmusik erlebte eine neue Blüte. Michail Kokschajew sagte dazu:

„Ich möchte darauf hinweisen, dass die erste Hälfte des 20. Jahrhunderts für die armenischen Komponisten eine Zeit war, in der die ‚technische Lücke‘ in Bezug auf die musikalischen Errungenschaften Europas auf den Feldern der Kontrapunktik, der Harmonik, der Bearbeitung und der Gestaltung geschlossen wurde. Es war eine Periode, in der die kompositorischen Ausdrucksmittel ungemein bereichert wurden.“

Aram Chatschaturjan (1903–1978) war der erste armenische Komponist von Weltrang. Seine Toccata für Klavier und seine Erste Symphonie von 1934 leiteten eine Zeitenwende in der armenischen Musik ein. Chatschaturjan kombinierte überzeugend armenische Traditionen mit moderner Klassischer Musik. Der Säbeltanz aus dem Ballett Gayaneh wurde durch den Film Eins, Zwei, Drei von Billy Wilder weltweit bekannt. Fast wäre er wegen „Modernismus“ ebenso in Ungnade gefallen wie Dmitri Schostakowitsch. Er hatte es jedoch etwas leichter als seine russischen Kollegen, weil die traditionelle armenische Musik ohnehin viele Intervalle enthält, die für westliche Ohren dissonant sind. Einige Werke verheimlichte er bis zum Tod Stalins 1953.
Sein Schüler Mikael Tariwerdijew (die russifizierte Form von Tariwerdjan), war der größte Komponist von Filmmusik in der Sowjetunion. Arno Babadschanjan (1921–1983) setzte den Weg Chatschaturjans fort, kehrte aber 1950 aus Moskau nach Jerewan zurück und unterrichtete am dortigen Konservatorium. Seitdem brachte die Armenische SSR eine ganze Reihe von erstklassigen Pianisten und anderen Instrumentalisten sowie Komponisten hervor – neben Tigran Mansurjan sind vor allem Eduard Mirsojan, Alexander Arutjunjan und Awet Terterjan zu nennen.

### Sport
Seit der Antike waren Boxen und Ringen in Armenien ein weit verbreiteter Sport. Diese Tradition wurde gezielt wiederbelebt. Auch im Gewichtheben gewannen armenische Sportler viele Medaillen für die Sowjetunion. Der Gewichtheber Rafael Arkadu Tschimischkjan gewann die Goldmedaille bei den Olympischen Sommerspielen 1952 im Federgewicht. Ende der 1970er Jahre und in den 1980er Jahren vertrat die Armenische SSR ein legendäres Trio, bestehend aus Jurik Wardanjan, Oksen Mirsojan und Jurik Sarkisjan, die bei Welt- und Europameisterschaften serienweise Medaillen gewannen. Bei den Olympischen Sommerspielen 1980 gewann Jurik Wardanjan im Leichtschwergewicht (bis 82,5 kg) mit einem Weltrekord die Goldmedaille. Nachdem die armenischen Sportler die Olympischen Sommerspiele 1984 boykottieren mussten, konnten sie bei den Olympischen Sommerspielen 1988 wieder antreten, wobei Oksen Mirsojan im Bantamgewicht (bis 56 kg) die Goldmedaille gewann.
Das Schachspiel erlebte eine neue Blüte. Über Persien war es früh nach Armenien gelangt und war neben Backgammon das beliebteste Brettspiel. Weil Schach in der Sowjetunion systematisch gefördert wurde, war es in der ArSSR bald nicht mehr nur ein Zeitvertreib, sondern entwickelte sich daneben auch zu einem Wettkampfsport. Der Vater der sowjetisch-armenischen Schachschule war Genrich Gasparjan (1910–1995), der erste Schachmeister Armeniens, der 1936 nach Jerewan übergesiedelt war. 1960 zog er sich ganz vom Turnierschach zurück und arbeitete bis 1990 nur noch als Trainer. Tigran Petrosjan, Weltmeister von 1963 bis 1969, war ein Nationalheld. Die Armenische SSR brachte viele weitere Schachspieler der Weltklasse hervor, darunter Rafael Vaganian. Auch Lewon Aronjan (* 1982), Weltcupsieger 2005, entstammt noch der sowjetischen Schachtradition, die in Armenien weiter gepflegt wird.
Der stärkste Fußballklub der Armenischen SSR war der FC Ararat Jerewan, der mehrmals sowjetischer Pokalsieger war. Den größten Erfolg des armenischen Fußballs überhaupt errang die Mannschaft 1973, als sie sowjetischer Meister und Pokalsieger wurde. Das beste internationale Resultat war der Einzug ins Viertelfinale beim Europapokal der Landesmeister 1974/1975, in dem die Mannschaft knapp gegen den späteren Sieger FC Bayern München ausschied.

## Erlangung der Unabhängigkeit
| alt                                       | neu           | umbenannt |
| Leninakan                                 | Gjumri        | 1990      |
| Kirowakan                                 | Wanadsor      | nach 1989 |
| Ghapan                                    | Kapan         | nach 1989 |
| Kamo                                      | Gawar         | nach 1989 |
| Lusawan                                   | Tscharenzawan | 1967      |
| Basargetschar                             | Wardenis      | 1969      |
| Siehe auch : Liste der Städte in Armenien |               |           |

Bei den freien Parlamentswahlen im Mai 1990 errang die demokratische Opposition einen überwältigenden Sieg. Neuer Vorsitzender des Obersten Sowjets der Armenischen SSR wurde Lewon Ter-Petrosjan, neuer Ministerpräsident wurde Wasgen Manukjan. Im Zuge der Perestrojka konnten 1990 unabhängige Organisationen und Parteien gegründet werden. Darunter waren die Armenische Revolutionäre Föderation (gegründet 1890, in Armenien wieder gegründet im August 1990), deren Mitglieder als Daschnaken bekannt sind, die Sozialdemokratische Hntschak-Partei (Huntschak bedeutet „Glocke“; gegründet 1887, wieder gegründet im Oktober 1990), die Demokratisch-Liberale Partei (gegründet 1885, wieder gegründet im Juni 1991), die Republikanische Partei Armeniens, die aus der Dissidentenbewegung der 1960er Jahre hervorging, und die Armenische Allnationale Bewegung (gegründet im November 1990). All diese Parteien gehörten dem elfköpfigen Karabach-Komitee an, das sich insgesamt auf rund 40 Organisationen stützte und dessen Vorsitzender Lewon Ter-Petrosjan war. Es bildeten sich auch paramilitärische Organisationen. Auf Druck von Moskau reagierte die Regierung diplomatisch: Die Einheiten der Armenischen Nationalen Bewegung wurden der Regierung beziehungsweise dem Parlament unterstellt, die radikale Armenische Nationale Armee löste sich Ende 1990 selbst auf.

Flagge der Republik Armenien

Am 23. August 1991 wurde die Armenische SSR in Anlehnung an die erste Republik in Republik Armenien (armenisch Հայաստանի Հանրապետություն, Hajastani Hanrapetut'jun) umbenannt, und einen Tag später wurde auch die Flagge der Demokratischen Republik Armenien wieder eingeführt. Am 21. September fand ein Referendum statt, an dem sich 95 % der Stimmberechtigten beteiligten, von denen 94,39 % für „eine unabhängige und demokratische Republik Armenien außerhalb der UdSSR“ stimmten. Am Folgetag, dem 30. August 1991, erklärte das armenische Parlament die Unabhängigkeit von der Sowjetunion. Der Nachfolgestaat ist die Republik Armenien. Bemerkenswert ist, dass es der Armenischen KP in der Zeit nach der Unabhängigkeit nicht ein einziges Mal gelang, in das Parlament einzuziehen – dies ist einzigartig unter allen Nachfolgestaaten der Sowjetunion und ein weiteres Indiz dafür, wie gering die Zustimmung zur sowjetischen Herrschaft war.